# Ezio Bonini
Ezio Bonini (* 1923 in Mailand; † 1988 ebenda) war ein italienischer Grafikdesigner und Plakatgestalter. 

## Leben und Werk
Ezio Bonini studierte an der Accademia di Belle Arti di Brera in Mailand. Ausgebildet von Albe Steiner, begann 1946 seine Zusammenarbeit mit dem Studio Boggeri. An zahlreichen Projekten für Kunden wie Bemberg, Champion, Pirelli und Roche war Bonini beteiligt. In den 1960er Jahren arbeitete er zunächst im Werbebüro von Pirelli und gründete später die Werbeagentur CBC mit Umberto Capelli und Aldo Calabresi, mit denen er bis 1983 zusammenarbeitete. Für die Fiera di Milano entwarf er über zwanzig Jahre lang Plakate. 